# Bidar (Sultanat)

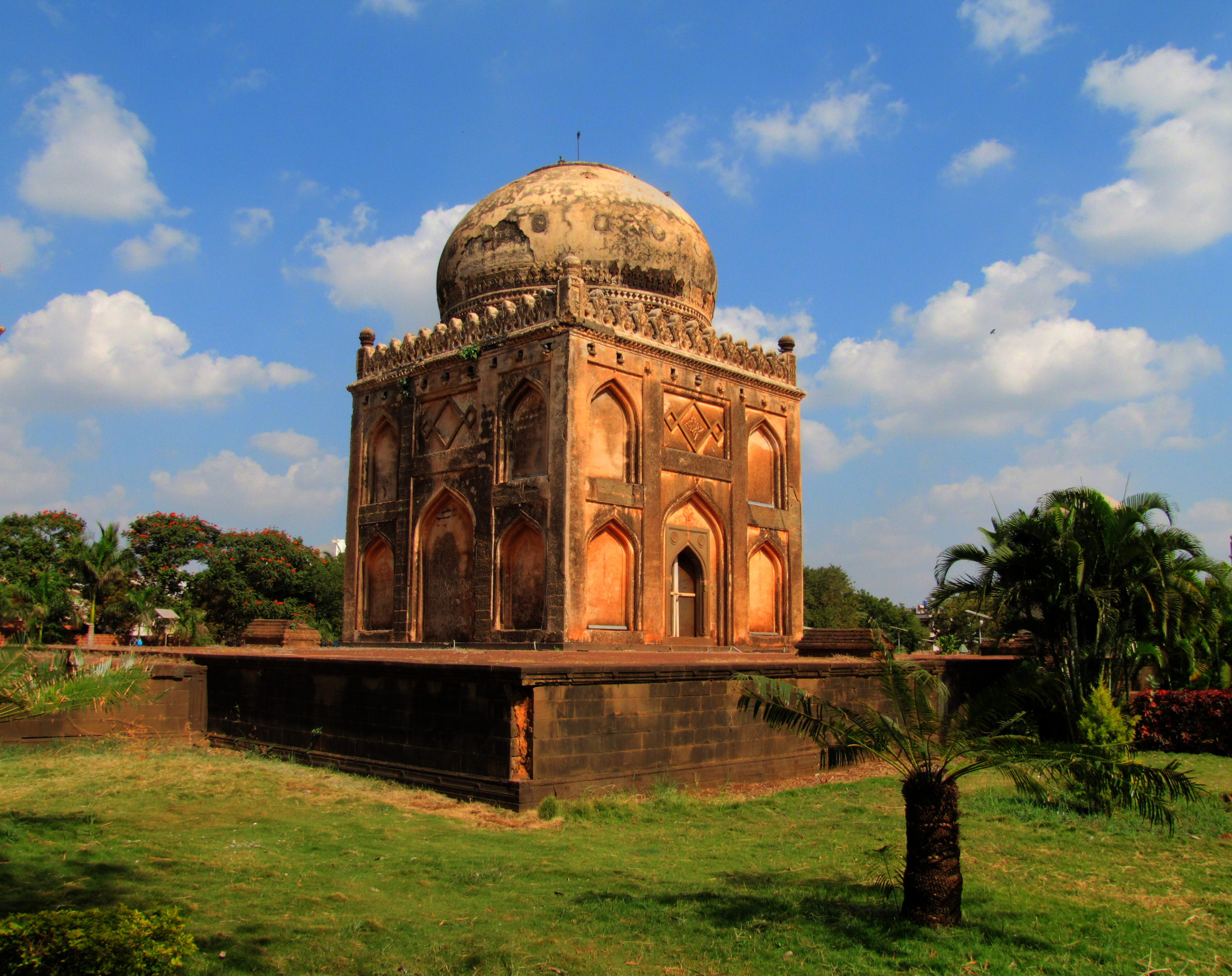
Eines der Mausoleen der Sultane von Bidar im Barid-Shahi-Park bei der Stadt Bidar

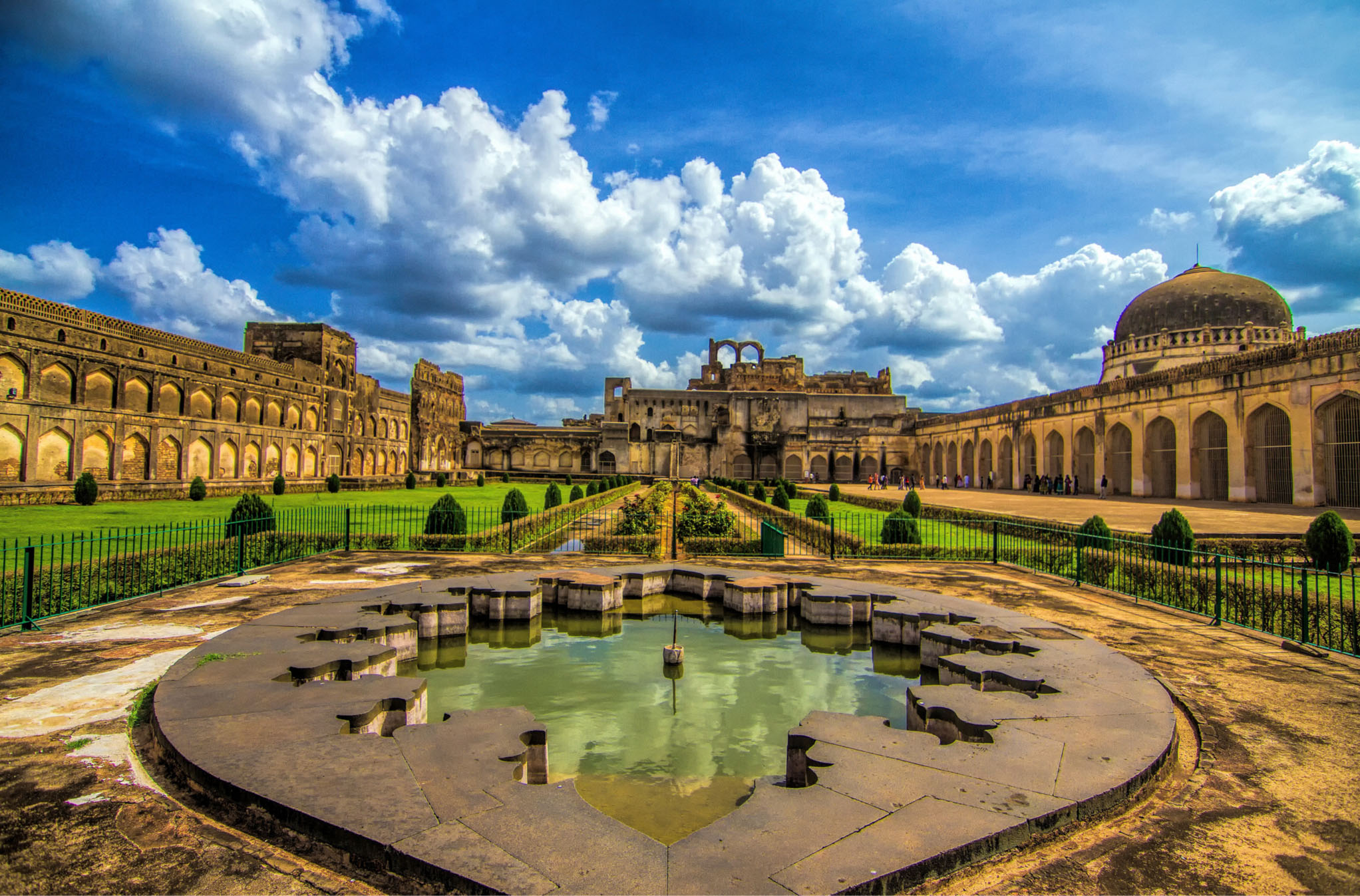
Palastgarten in der Festung von Bidar

Das Sultanat Bidar war eines der fünf zentralindischen Dekkan-Sultanate, die aus dem Bahmani-Sultanat hervorgingen. Es wurde im Jahr 1492 gegründet und bestand bis zur Unterwerfung durch das Sultanat Bijapur im Jahre 1619. Benannt ist es nach der Hauptstadt Bidar im Nordosten des heutigen indischen Bundesstaats Karnataka.

## Geschichte
Die Stadt Bidar war seit den 1420er Jahren die Hauptstadt des Bahmani-Sultanats. Qasim Barid Shah stürzte im Jahr 1492 den Bahmani-Sultan Mahmud Shah IV. und begründete damit die Dynastie der Barid Shahi. Nominell herrschten weiterhin die Bahmaniden; diese dienten den Barid Shahi jedoch lediglich als Vorwand für ihre Herrschaft und als Druckmittel gegen die anderen aus dem Bahmani-Reich hervorgegangenen Dekkan-Sultanate. Im Jahr 1527 endete auch die nominelle Herrschaft der Bahmaniden. In der Folge verlor das Sultanat Bidar einen großen Teil seines Territoriums an die militärisch stärkeren Nachbarstaaten. Im Jahr 1565 beteiligte es sich im Bündnis mit Bijapur, Golkonda und Ahmadnagar an der Schlacht von Talikota gegen das südindische Hindu-Reich Vijayanagar, das eine vernichtende Niederlage erlitt. Die Unabhängigkeit des Sultanats Bidar endete im Jahr 1619 mit der Eroberung durch Bijapur.

## Herrscherliste
- Qasim Barid I. (1489–1504)
- Amir Barid I. (1504–1542)
- Ali Barid Shah I. (1542–1580)
- Ibrahim Barid Shah (1580–1587)
- Qasim Barid Shah II. (1587–1591)
- Ali Barid Shah II. (1591)
- Amir Barid Shah II. (1591–1601)
- Mirza Ali Barid Shah III. (1601–1609)
- Amir Barid Shah III. (1609–1619)

## Bauten
Die Sultane von Birar vergrößerten und verschönerten das Bidar-Fort. Außerdem errichteten sie mehrere Mausoleen für die verstorbenen Angehörigen ihrer Dynastie im Barid-Shahi-Park bei der Stadt Bidar.